# 信号量
信号量（英語：semaphore）又稱為信号标，是一个同步对象，用于保持在0至指定最大值之间的一个计数值。当线程完成一次对该对象的等待时，该计数值减一；当线程完成一次对对象的释放（release）时，计数值加一。当计数值为0，则线程等待该对象不再能成功直至该对象变成状态。对象的计数值大于0，为状态；计数值等于0，为状态。
信号量的概念是由荷兰计算机科学家艾兹赫尔·戴克斯特拉（Edsger W. Dijkstra）发明的，广泛的应用于不同的操作系统中。在系統中，給予每一個行程一個信号量，代表每個行程目前的狀態，未得到控制權的行程會在特定地方被強迫停下來，等待可以繼續進行的訊號到來。如果信號量是一個任意的整數，通常被稱為計數訊號量（Counting semaphore），或一般訊號量（general semaphore）；如果信號量只有二進位的0或1，稱為二進位訊號量（binary semaphore）。

## 語法
計數訊號量具備兩種操作動作，稱為V（signal()）與P（wait()）（即部分参考书常称的“PV操作”）。V操作會增加信號標S的數值，P操作會減少它。
運作方式：
1. 初始化，給與它一個非負數的整數值。
2. 執行P（wait()），信號標S的值將被減少。企圖進入臨界區段的行程，需要先執行P（wait()）。當信號標S減為負值時，行程會被擋住，不能繼續；當信號標S不為負值時，行程可以獲准進入臨界區段。
3. 執行V（signal()），信號標S的值會被增加。結束離開臨界區段的行程，將會執行V（signal()）。當信號標S不為負值時，先前被擋住的其他行程，將可獲准進入臨界區段。

## 提供的
线程使用或函数创建一个对象。此时可以指定的当前计数值与计数值上限；也可指定对象的名字。其他进程中的线程可以指出已存在的对象的名字通过调用函数打开它。
如果多个线程在等待一个对象，不保证按照先进先出（FIFO）顺序调度这些等待线程。外部事件，如内核模式的异步过程调用可改变等待顺序。
在对象为状态时，等待函数返回会把该对象计数值减1。函数把对象的计数值增加指定的值。任何线程，哪怕它没有等待完成过该对象，也可以使用来增加对象的计数。如果导致对象计数值超过上限，则该函数调用失败，返回298号错误：。
一个线程多次等待同一个对象，每次等待操作完成都会降低对象计数值（直至计数值为0时该线程阻塞）。然而，通过等待函数使用一个数组包含着同一个对象的多个句柄，不能实现对这个对象计数值的多次下降。
用完对象后，调用函数关闭它。对象的最后一个句柄被关闭后，操作系统会摧毁它。关闭并不影响它的计数值。因此，关闭前或者进程终止前，要确保已经正确调用过。否则，挂起等待该对象的线程会永久阻塞或超时返回。

## 外部連結
- semaphore.h（页面存档备份，存于） programming interface - The Open Group Base Specifications Issue 6, IEEE Std 1003.1
- The Little Book of Semaphores（页面存档备份，存于） Allen B. Downey
- A pragmatic, historically oriented survey on the universality of synchronization primitives （页面存档备份，存于）, Jouni Leppäjärvi